# 差別動画大量通報騒動
差別動画大量通報騒動（さべつどうがたいりょうつうほうそうどう）は、2018年5月に電子掲示板「5ちゃんねる」の利用者らの一部が動画共有サービス「YouTube」の利用規約、特に「人種差別を扇動するコンテンツの禁止」に違反している可能性が高い動画をサービスの運営元へ集団で大量に「通報」することにより該当する多数の動画の削除およびチャンネルの停止に至った騒動である。YouTubeの公式の表現は「利用規約に違反した動画の報告」だが、騒動の発端である5ちゃんねるや関連する報道などで用いられた表記に従い本項目では括弧つきで「通報」と表記する。この騒動は「ネトウヨ春のBAN（バン）祭り」とも呼ばれる。

## 概要
この騒動は2017年以降に右翼系のブログ「余命三年時事日記」の呼びかけを受けて発生した特定の弁護士への「大量懲戒請求騒動」が発端となっているとJ-CASTは報じた。報道では懲戒請求をめぐる一連の動きをおもしろがった5ちゃんねる「なんでも実況J板」の利用者（通称：なんJ民）が右翼的な思想をもつ利用者の多い「ハングル板」に進出し、懲戒請求に関する事象と絡めてもともとのハングル板利用者を煽る中で2018年5月15日に「Youtubeのネトウヨ動画を報告しまくって潰そうぜ」とのタイトルのスレッドを立てて愉快犯的に動画の「通報」を始めたとしている。
YouTubeでは動画2件の削除で2週間投稿禁止、3件の削除でアカウント凍結となるが、「人種差別やヘイトを助長しているものや悪質なデマ」といったYouTubeの利用規約に違反している可能性の高い動画を投稿しているチャンネルを狙い、該当する動画をスレッド内でまとめて「通報」が開始されると「通報」の開始から4日後の5月19日に騒動により初めてアカウントが凍結された。凍結されたアカウントはチャンネル登録者数は5万人を超え投稿動画数は900本以上と比較的規模の大きなチャンネルであったことから5ちゃんねる利用者側の活動はさらに活発化し、「秒単位で問題表現がある部分を特定して通報する」などの手順がスレッド内で共有され投稿数が多いチャンネルの削除が優先された。
結果、登録者数が17万人を超えていたYouTubeチャンネル「某国のイージス」が5月22日朝に、登録者数が15万人を超えていた「竹田恒泰チャンネル」が5月24日未明に、トニー・マラーノのアカウントが6月4日に停止された。
一方、「通報」されていったんはYouTubeアカウントが凍結されたものの後に精査の結果ヘイトや規約違反が無いと判断され、復活したチャンネルもある。政治系YouTuberのKAZUYAは、「結果的に違反が無かったのならば、何故最初の段階で動画削除・アカウント凍結されたのか？」等と述べ、YouTube側に疑問を呈した。KAZUYAはYouTubeアカウントが復活した直後にTwitterアカウントが停止されており、「僕が自分で作った動画をTwitterにシェアしたところ、なぜか著作権のポリシーに反するとされた。意味不明である。調べてみると、DMCA（デジタルミレニアム著作権法）の悪用であると分かった」「Twitterも機械的な処理で凍結しているだろうしある程度は仕方ないが、なんとも理不尽な話だと思う」と述べている。
2018年10月末、「ネトウヨBAN祭りwiki」のページには「規約・法令・公序良俗等に抵触するおそれが極めて高い」「送信防止措置など法律に基づいた措置」の2つが凍結理由として表示され、同wikiはアットウィキ運営に凍結された。

## 反応
- 学習院大学法学部教授の遠藤薫は「『（明らかな）ヘイトスピーチ』は、絶対ダメ、なのである」と述べている[11]。
- 評論家の古谷経衡は「みんなちゃんと勉強しているのかと思ったら、誰も何も知らない。...本を読んでないから知識が虫食いで体系的でない。...どんどん動画のBANは進めましょう。幼稚な右翼系YouTuberとか、...日本の民度の低下に微細とは言え寄与している。あんなモノは言論では無くてただの差別とデマですから。無くなった方が国益になる」としている[12]。
- YouTubeアカウントが停止された法学者の竹田恒泰は「姑息な言論テロ。ユーチューブの審査はザルである。自分は違反などしていない」と主張している[6]。
- アメリカ人弁護士のケント・ギルバートは「過激な差別表現を含む動画より、『日本軍の慰安婦強制連行はなかった』などの歴史的事実を伝える普通の動画の方が多かったように思う」と主張している[13]。
- 韓国の放送局であるSBSは「削除された動画のほとんどは保守系動画ではなく虚偽のものであり、他国や異民族を中傷していたネット右翼チャンネルである」と報道した[14]。